# Reino de Arakkal
El Reino Arakkal fue un reino musulmán en Kannur Town en el actual distrito de Kannur, en el estado de Kerala, al sur de la India. El rey era llamado Ali Raja y la reina gobernante se la llamaba Arakkal Beevi. El reino Arakkal incluyó poco más de la ciudad de Cananor (Kannur) y el sur de las Islas Laquedivas (Agatti, Kavaratti, Androth y Kalpeni, así como Minicoy), originalmente arrendadas a los Kolattiri. Se dice que la familia real es originalmente una rama de los Kolattiri, descendido de una princesa de esa familiar, la que se había convertido al Islam. Debían lealtad a los gobernantes Kolattiri, cuyos ministros habían sido en algún momento. Los gobernantes siguieron el sistema Marumakkathayam de herencia matrilineal, un sistema que es único de una sección de Hindúes de Kerala. De acuerdo al Marumakkathayam, la sucesión pasa a la descendencia masculina de sus miembros femeninos, o en otras palabras, de un hombre al hijo de su hermana y así sucesivamente. Como los únicos gobernantes musulmanes en Malabar, vieron el ascenso de Hyder Ali, gobernante de facto del Reino de Mysore como la oportunidad de aumentar su propio poder a expensas de Chirakkal, y lo invitaron a invadir Kerala.

Bandera de Arakkal del en adelante

La Bibi no recibió un trato especial después de los tratados de Srirangapatam, y las negociaciones para llegar a un acuerdo fueron largas y difíciles, pero finalmente firmó un acuerdo en 1796 que garantizaba la posesión continua de la ciudad de Cananor y en las islas Laquedivas, pero la privaba de cualquier reclamo de soberanía. Sin embargo, en 1864, la Bibi de Cananor se incluyó en una lista oficial de "soberanos y jefes nativos" con derecho a un saludo de siete cañones. Debido al estallido de la guerra con Francia poco después del acuerdo de 1796, así como a otras consideraciones, las Islas Laquedivas pasaron desapercibidas y las Bibi continuaron gobernándolas sin restricciones. Las islas estuvieron mal gobernadas a lo largo del siglo XIX, y el gobierno británico tuvo que asumir su administración al menos dos veces, en 1854-1861, y nuevamente (de forma permanente, como resultó) en 1875. En 1905, a cambio de la remisión del tributo vencido, el pago de una pensión anual al cabeza de familia y el título de sultán, el Ali Raja acordó por fin ceder todos los derechos, ya sea como soberano o arrendatario, a las Islas Laquedivas, incluida Minicoy, que la familia reclamó como propiedad privada.
El palacio del rey, que compró a los holandeses en 1663, recibió el nombre de "Palacio Arakkal" por la dinastía gobernante.

## Orígenes

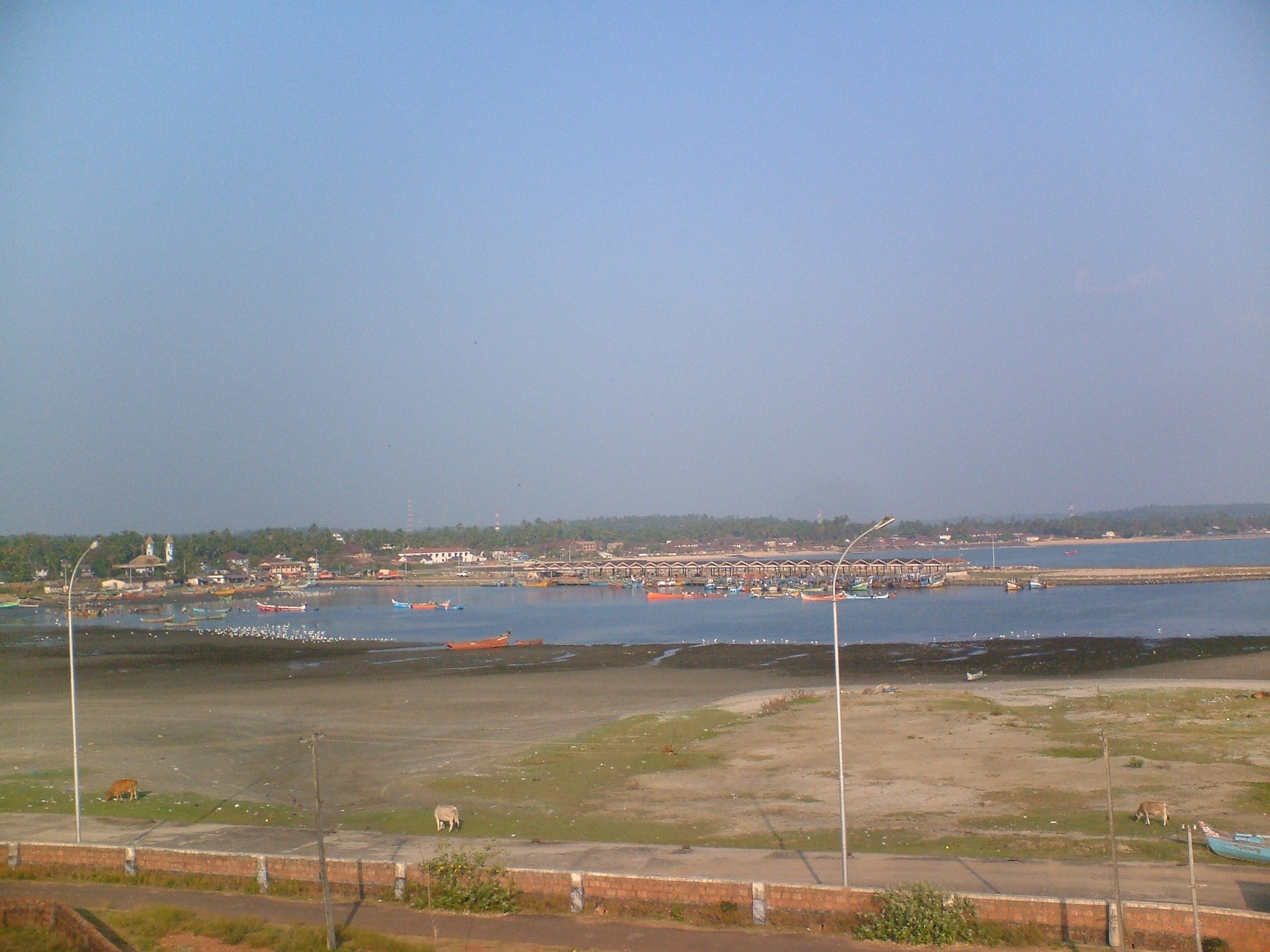
Mappila Bay con el antiguoReino Arakkal en la distancia

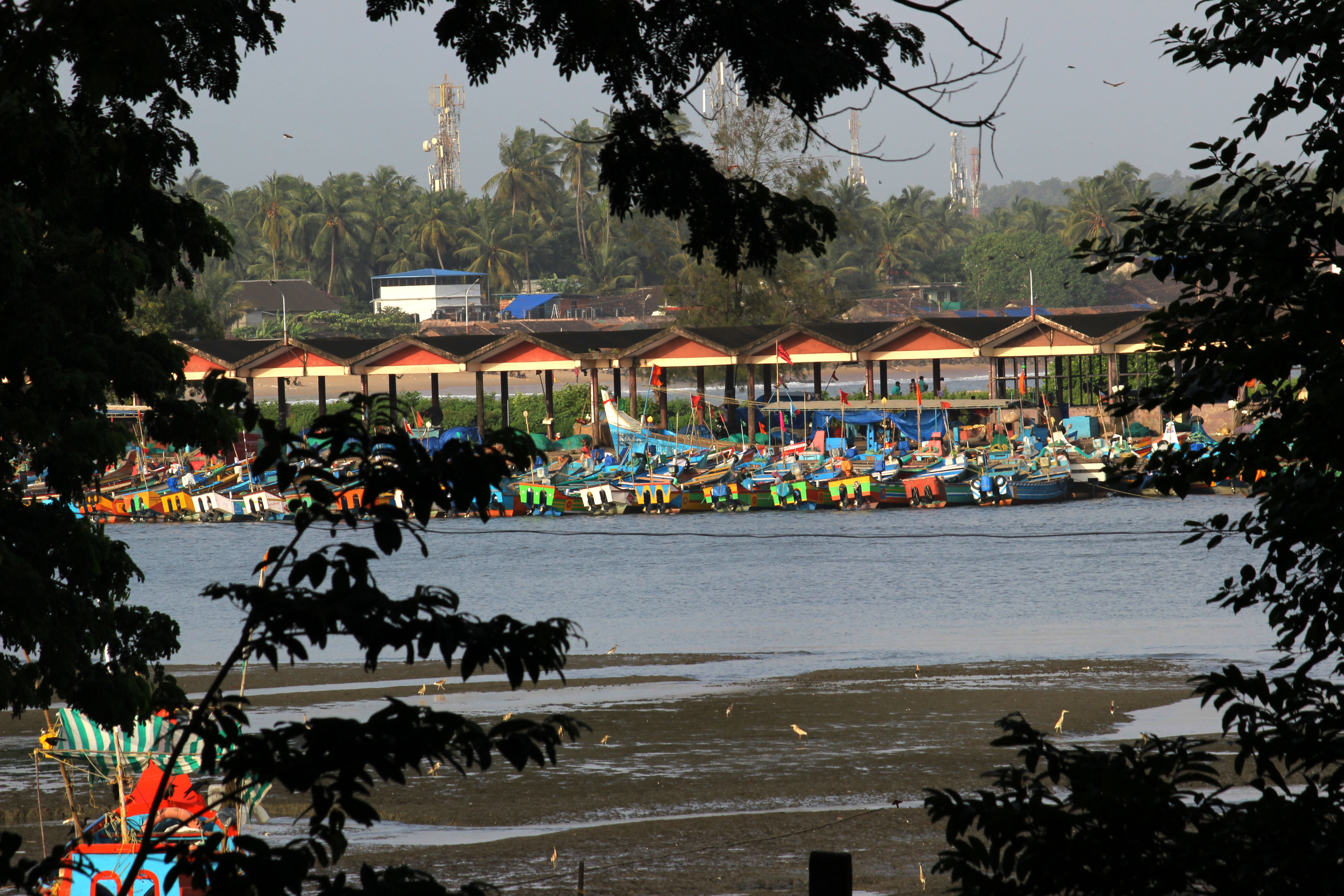
Puerto de Mappila Bay en Ayikkara. De un lado, se encuentra el Fuerte St. Angelo (construido en 1505) y del otro lado está el Palacio Arakkal.

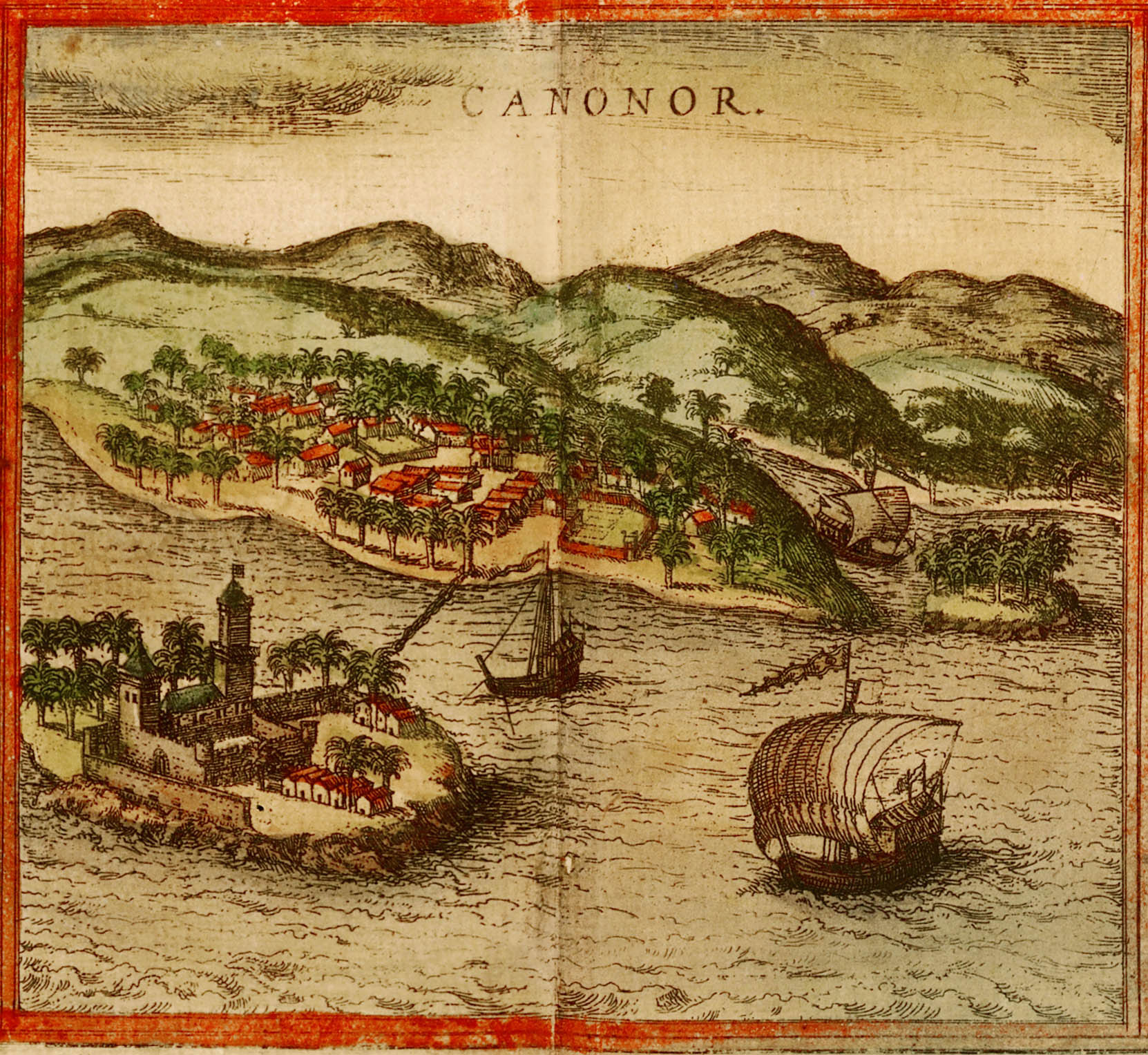
Un retrato de Kannur dibujado en 1572, de Georg Braun y Frans Hogenberg atlas Civitates orbis terrarum, Volumen I

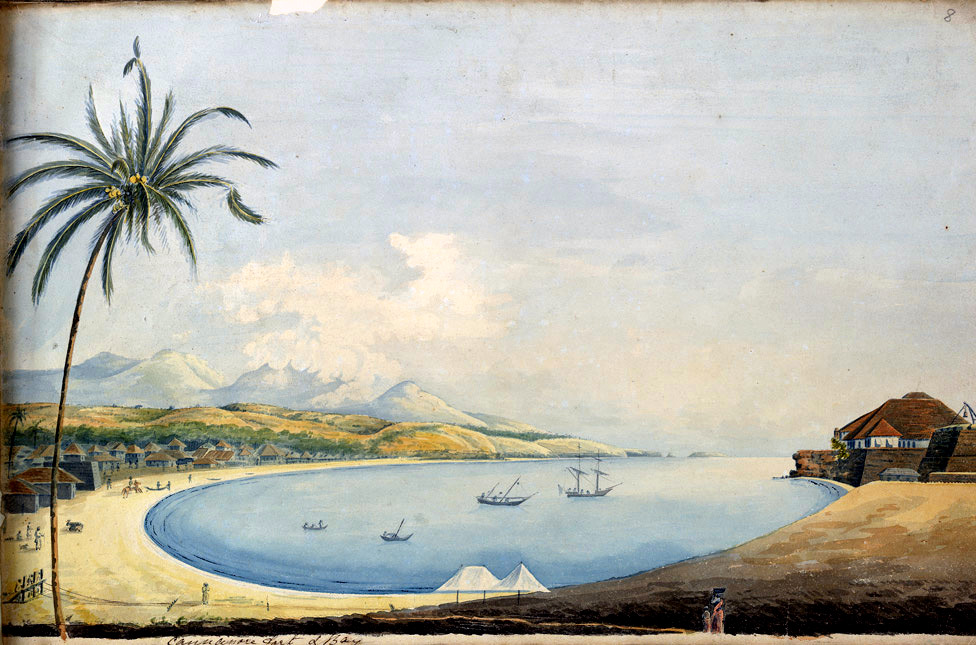
Kannur fort y bahía; acuarela por John Johnston (1795-1801)

Según la mitología, se afirma que el último gobernante del Imperio Chera, Rama Varma Kulashekhara Perumal, fue convertido al Islam por Malik Bin Dinar, un misionero islámico. Perumal junto con Malik Deenar fueron de Mahodyapuram (antiguo nombre de Kodungallur -La capital del Imperio Chera ) a Thalassery, para visitar a la hermana y el sobrino de Perumal que residían allí. La hermana de Perumal, Sridevi, y su sobrino Mabeli residían en un lugar llamado Dharmadam, al norte de Thalassery. Las reliquias de su fuerte se encuentran en las cercanías del Government Brennan College, en Thalassery. Mabeli se convirtió al Islam y aceptó el nombre de Muhammad Ali, quien más tarde se convirtió en el primer Arakkal Ali Raja. Según el folclore, Cheraman Perumal fue a La Meca desde una antigua provincia llamada Poya Nadu (gobernada por gobernadores feudales llamados Randuthara Achanmar. La región comprende Edakkad, Anjarakkandy, Mavilayi, etc.) ahora en el distrito de Kannur. Malik Deenar construyó una mezquita en Madayi al norte de Kannur, la tercera mezquita más antigua de Kerala.
El sobrino de Perumal, Mabeli era un Arayankulangara Nair, y de ahí que el sistema matrilineal de Nair es observado por la familia real Arakkal. Su esposa era la hija de Kolathiri, y más tarde llegó a ser conocida como Arakkal Beevi. Muhammad Ali continuó al servicio de los Kolathiris incluso luego de su conversión, y sus sucesores conocidos como Mammali Kidavus fueron los Padanairs hereditarios de los Kolathiri. Para esta época, muchas familias de mercaderes musulmanes se volvieron financieramente influyentes en la región de Malabar. Cuándo la familia Arakkal tomó control de las Laquedivas, consiguieron el estatus casi real.
Otra leyenda es que la hija de Chirakkal Raja comenzó a ahogarse mientras se bañaba en el Chirakkal kulam (estanque). Sus amigos lloraron y gritaron pero no pudieron rescatarla. Muhammad Ali escuchó los gritos y vino a averiguar qué pasaba. Reconoció a la niña que se estaba ahogando en el estanque como la princesa, pero dudaba en salvarla debido a la intocabilidad y si una persona de casta inferior tocaba a una persona de casta superior se consideraba un pecado, posiblemente castigable con la muerte. Sin embargo, la rescató y le dio su dhoti para cubrir a la princesa. Cuando la noticia llegó al Chirakkal Raja, llamó a su hija y a Muhammad Ali. En ese momento, si un hombre le daba un pudava (un paño largo que se usa para cubrir el cuerpo) a una mujer soltera, se consideraba casado. Los eruditos de la corte le dijeron al Raja que, dado que su hija fue tocada por un musulmán, y no se le permitió entrar al palacio. Sin embargo, el hombre le había dado su pudava, así que ella también estaba casada con él. Según la costumbre, el Raja no tuvo más remedio que entregar a su hija a Muhammad Ali. El área entregada a Muhammad Ali se conocía como Arakkal y a su familia se la llamó familia Arakkal.
El ejército británico estaba muy ansioso por hacer de Dharmadam su base y construyó un fuerte allí. Esta pequeña aldea isleña era estratégicamente más segura que cualquier lugar circundante, ya que es una isla montañosa, sin embargo, estaba gobernada por el reino Arakkal, siendo la primera ciudad natal de Ali Raja. El reino de Arakkal era tan poderoso en ese momento como aliado de Mysore, incluso para desafiar a los británicos. El reino de Arakkal no permitió a la Compañía Británica de las Indias Orientales construir una guarnición militar en Dharmadam. Así que se vieron obligados a construir su base en Thalassery, donde había una fuerte presencia de fuerzas francesas estacionadas a pocos kilómetros de distancia en Mahe.

## Ubicación
El palacio está a 3 kilómetros de Kannur, Kerala, India, en lo que ahora es conocido como Cananor. La familia Arakkal era la única familia real musulmana en Kerala.

## Ali Rajas y Arakkal Beevis

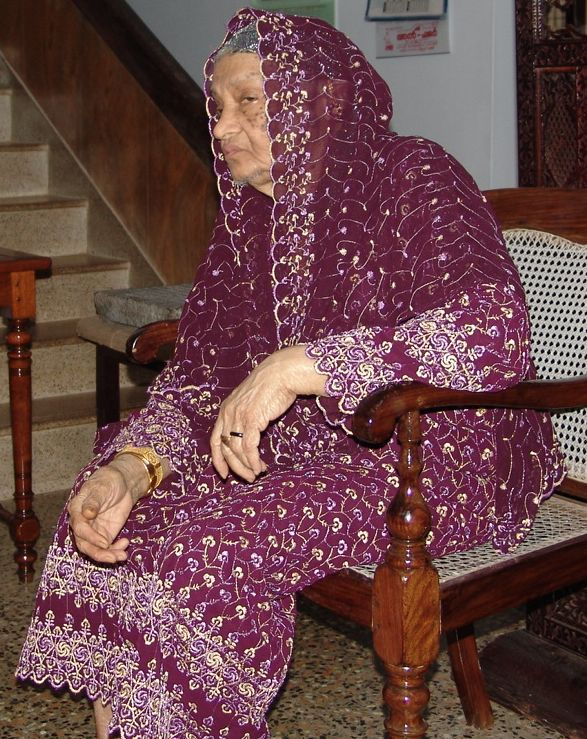
Gobernante Sultana Aysha Arakkal Beevi.

La familia Arakkal siguió un sistema matriarcal de descendencia: el mayor miembro de la familia, ya sea hombre o mujer, se convierte en cabeza de familia y gobernante. Mientras los gobernantes hombres se apellidaron Ali Rajah, las gobernantes femeninas se apellidaron como Arakkal Beevis.
La Sultana Aysha Aliraja fue la gobernante hasta su muerte en la mañana del 27 de septiembre del 2006. La octogenaria Adiraja Mariyumma, conocida como Cheriya Bikkunhu Beevi, devino la nueva cabeza de la familia Arakkal el 4 de mayo de 2019.

## Historia
Había habido relaciones comerciales considerables entre Oriente Medio y la costa de Malabar incluso antes de la época del Profeta Mahoma (c. 570 - 632 d. C.). Las lápidas musulmanas con fechas antiguas, breves inscripciones en mezquitas medievales y raras colecciones de monedas árabes son las principales fuentes de la presencia musulmana temprana en la costa de Malabar. El Islam llegó a Kerala, una parte del borde más grande del Océano Índico, a través de comerciantes de especias y seda del Medio Oriente. Los historiadores no descartan la posibilidad de que el Islam se haya introducido en Kerala ya en el s. VII d. C. Ha sido notable la ocurrencia de Cheraman Perumal Tajuddin, el rey hindú que se mudó a Arabia desde Dharmadom cerca de Kannur para encontrarse con el profeta islámico Mahoma y se convirtió al Islam. Según la leyenda de Cheraman Perumals, la primera mezquita india fue construida en 624 d. C. en Kodungallur con el mandato del último gobernante (el Cheraman Perumal) de la dinastía Chera, quien se convirtió al Islam durante la vida del Profeta Mahoma (c. 570–632). Según Qissat Shakarwati Farmad, las mezquitas de Kodungallur, Kollam, Madayi, Barkur, Mangalore, Kasaragod, Kannur, Dharmadam, Panthalayini y Chaliyam, se construyeron durante la era de Malik Dinar, y se encuentran entre las mezquitas más antiguas del subcontinente indio. Se cree que Malik Dinar murió en Thalangara en la ciudad de Kasaragod. Según la tradición popular, el Islam fue llevado a las islas Lakshadweep, situadas justo al oeste de la costa de Malabar, por Ubaidullah en 661 d. C. Se cree que su tumba se encuentra en la isla de Andrott. La inscripción árabe en una losa de cobre dentro de la Mezquita Madayi en Kannur registra su año de fundación en el 1124 d. C.
Por ello, la historia de musulmanes en Kerala está estrechamente entreladada con la historia de musulmanes en las cercanos islas Laquedivas.  El único reino musulmán de Kerala era el de la familia Arakkal en Kannur. Sin embargo, los historiadores discrepan sobre el periodo de tiempo de los gobernantes Arakkal. Ven a los reyes Arakkal llegar al poder entre los siglos XVI o XVII.
En 1909, los gobernantes Arakkal habían perdido Kannur y el acantonamiento de Cannanore. En 1911, hubo un nuevo declive con la pérdida de chenkol (cetro) y udaval (espada). Se aliaron y enfrentaron a portugueses, holandeses, franceses y británicos. Los británicos desempeñaron el papel más importante en la eliminación de todos los vestigios de títulos y poder de los gobernantes Arakkal. Uno de los últimos reyes, Abdu Rahiman Ali Raja (1881-1946), ayudó activamente a sus súbditos. La última gobernante fue Ali Raja Mariumma Beevi Thangal. Después de su gobierno, la familia se separó.
Durante la época de los Samoothiri, los musulmanes de Kerala desempeñaron un papel importante en el ejército y la marina locales, además de actuar como embajadores en Arabia y China. Incluso antes de este período, tenían asentamientos en Perumathura, Thakkala, Thengapattanam, Poovar y Thiruvankottu. Los musulmanes de Pandi Desham emigraron para comerciar con Erattupetta, Kanjirappalli, Mundakayam, Peruvanthanam, Muvattupuzha y Vandiperiyar en y alrededor del distrito de Kottayam de Kerala. En el siglo XVII, se establecieron vínculos comerciales con lugares como Kayamkulam y Alappuzha en el oeste. Fue durante la época de Samoothiris cuando se creó el título de Marakkar. La influencia musulmana alcanzó su punto máximo en la época de Kunjali Marakkar, el cuarto en la línea.

### Relaciones con el Reino de Mysore
Después de ser nombrado el Jefe Naval del ejército de Hyder Ali,el primer curso de acción Ali Raja Kunhi Amsa II era capturar al desafortunado Sultán de las Maldivas Hasan 'Izz ud-din y presentárselo a Hyder Ali después de haberle arrancado sus ojos. También derrotó al Sultán Muhammad Imaduddin III de las Maldivas, quién murió en cautiverio.

## Relaciones extranjeras de Arakkal
En el año de 1777 una carta fue enviada a los Otomanos por Ali Raja Kunhi Amsa II, un aliado dedicado de Hyder Ali del Reino de Mysore y mencionó cómo la región recibió ayuda otomana doscientos y cuarenta años atrás por Hadim Suleiman Pasha. Ali Raja Kunhi Amsa II también declaró que la dinastía había estado luchando por su autoridad por los últimos cuarenta años contra varias fuerzas hostiles y también solicitó ayuda contra la Compañía Británica de las Indias Orientales, dos años más tarde, en 1780, otra carta fue enviada por su hermana Ali Raja Bibi Junumabe II pidiendo asistencia urgente contra las invasiones portuguesas y británicas durante la segunda guerra anglo-mysore.

## Museo de Arakkal

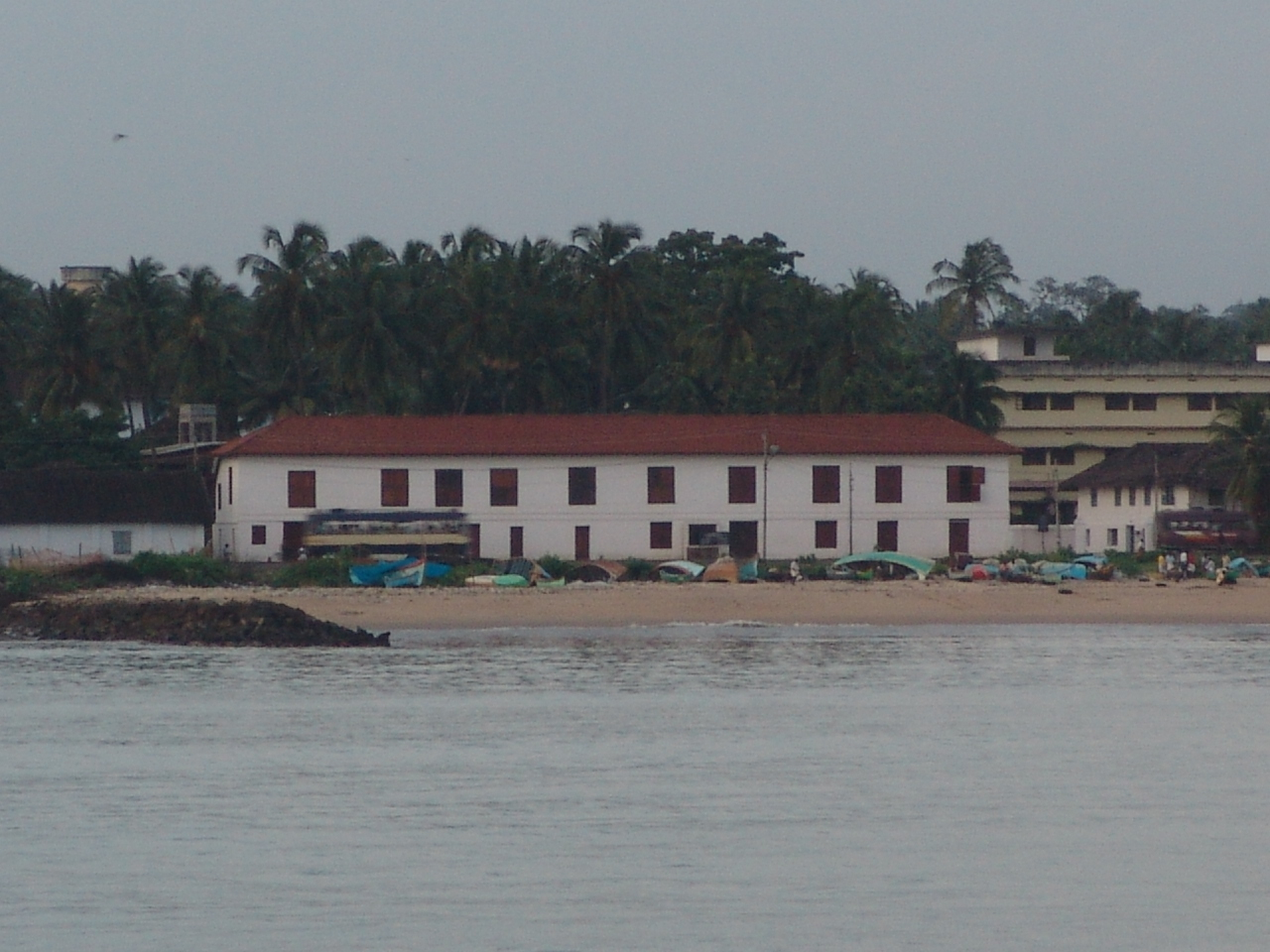
Museo de Arakkal

La sección de la sala Durbar del Arakkalkettu (Palacio Arakkal) ha sido convertido en un museo que alberga artefactos del tiempo de la dinastía Arakkal. El trabajo fue llevado adelante por el Gobierno de Kerala y con un coste de Rs. 9,000,000. El museo abrió sus puertas en julio del 2005.
El Arakkalkettu es propiedad del Arakkal Trust, que incluye a algunos miembros de la familia real Arakkal. El gobierno había tmostrado un gran interés en preservar la herencia de la Familia Arakkal, la cual jugó un rol importante en la historia de Malabar. Arakkal Trust cobra una tarifa de entrada nominal.

### Arakkal rajas y Arakkal beevis reinantes
- Ali Raja Ali (1545–1591)
- Ali Raja Abubakar I (1591–1607)
- Ali Raja Abubakar II (1607–1610)
- Ali Raja Muhammad Ali I (1610–1647)
- Ali Raja Muhammad Ali II (1647–1655)
- Ali Raja Kamal (1655–1656)
- Ali Raja Muhammad Ali III (1656–1691)
- Ali Raja Ali II (1691–1704)
- Ali Raja Kunhi Amsa I (1704–1720)
- Ali Raja Muhammad Ali IV (1720–1728)
- Ali Raja Bibi Harrabichi Kadavube (1728–1732)
- Ali Raja Bibi Junumabe I (1732–1745)
- Ali Raja Kunhi Amsa II (1745–1777)
- Ali Raja Bibi Junumabe II (1777–1819)